# Сайгин, Иван Андреевич
Сайгин Иван Андреевич (22 июля 1906, Барьяза, Уфимская губерния — 21 июня 1987, Уфа) — учёный в области молочного коневодства и кумысоделия, доктор сельскохозяйственных наук (1963 год), профессор (1972 год). Заслуженный деятель науки РСФСР (1975 год). Создатель новой отрасли промышленного хозяйства — отрасли молочного (кумысного) коневодства. Участник Великой Отечественной войны.

## Биография
Иван Андреевич Сайгин родился 22 июля 1906 года в деревне Барьеза (ныне Калтасинского района Республики Башкортостан) в многодетной семье крестьян.
В 1926 году поступил на Пермский рабфак, затем продолжил обучение в Московском зоотехническом институте коневодства, который окончил с отличием в 1932 году.
Место работы: c 1932 года — главный зоотехник Кустанайского конного завода, с 1934 года (переводом) — научный сотрудник Украинской зональной станции коневодства в село Стрельцовка, с 1936 года работал в Башкирской республиканской опытной станции животноводства, затем — в Башкирском научно-исследовательском институте сельского хозяйства заведующим отделом молочного коневодства и кумысоделия.
В 1942—1945 годах защищал Родину на фронтах Великой Отечественной войны.
Область научных интересов Ивана Андреевича — промышленное молочное коневодство, под его руководством изучались закономерности лактационной деятельности кобыл, выявлялась потребность жеребят в материнском молоке, устанавливались оптимальные сроки ввода кобыл в дойку, их режим доения, схемы выращивания жеребят под дойными кобылами до шестимесячного возраста, по результатам и на основе изученного была разработана научно обоснованная система сочетания дойки кобыл с выращиванием хорошо развитых жеребят.
Под его руководством в Башкирской АССР проводилась племенная работа, благодаря которой лошадь породы «башкирская» была сохранена от исчезновения и стала основной породой лошадей в автономной республике.
До 1950-х годов в СССР существовал запрет на дойку кобыл в колхозах и совхозах, доили только в специализированных кумысолечебных здравницах БАССР: курорте «Шафраново», санаториях имени Аксакова и имени Чехова. Результаты работы под руководством Сайгина, который обосновал неправомерность такого запрета, разработал оптимальную систему дойки, позволяющую без ущерба для жеребят надоивать в среднем на кобылу 1 100 — 1 400 литров молока в год (и это без учёта молока, скормленного жеребенку), позволили сектору коневодства Башкирской опытной станции животноводства в 1952 году внести предложение о снятии запрета на доение кобыл и организацию специализированной отрасли — молочного (кумысного) коневодства. После дискуссии о снятии запрета на страницах в специализированном научном журнале «Коневодство» это предложение было одобрено, и молочное коневодство стали планировать в колхозах и совхозах республики.
И. А. Сайгин также разработал и внедрил на Раевском молокозаводе технологии производства кобыльего молока, его сушки и восстановления, приготовления кумысных заквасок, производства кумыса из натурального и восстановления кобыльего молока. На основе его было организовано круглогодичное кумысолечение на курортах и в санаториях страны.
Иван Андреевич подготовил семь кандидатов наук, за свой труд и службу награждён Родиной орденами и медалями, а за достижения в промышленном коневодстве — золотой и двумя бронзовыми медалями ВДНХ СССР.

## Труды
Иван Андреевич — автор 130 научных трудов в области зоотехнии, коневодства (представлены не все):
- «О работе на кумысной ферме», — Уфа : Башкирское книжное издательство, 1954. — 72 с. : ил. — 0,85 рублей;
- «Башкирская лошадь и пути её улучшения». Уфа, 1955 год[3];
- «К вопросу о влиянии различных факторов на изменчивость химического состава кобыльего молока» // Труды БСХИ. — Уфа, — Т. 11, ч. 2: Зоотехния. — С.54 — 57. — С. Уфа, 1963 год;
- «Коневодство и кумысоделие», Башкнигоиздат, — 104 с. : ил. — 0,14 рублей, Уфа, 1965 год[3].
- «Кобылье молоко: его использование для кумысолечения», 183 стр., Россельхозиздат, 1967 год:

## Знаки отличия (года)
- Орден Красной Звезды (1945)[3]
- Доктор сельскохозяйственных наук (1963)
- Орден Трудового Красного Знамени (1966)[3]
- Профессор (1972)
- Заслуженный деятель науки РСФСР (1975)
- Золотая и две бронзовые медали ВДНХ СССР
- Орден Отечественной войны II степени (1985), наградной документ № 84, от 6 апреля 1985 года[4].

## Семья
- Жена.
- Сын.
- Внучка, проживает в Атланте, США.